# Pale Rider, le cavalier solitaire
Pour plus de détails, voir Fiche technique et Distribution.
Pale Rider, le cavalier solitaire (Pale Rider), ou seulement Le Cavalier solitaire au Québec, est un film américain réalisé par Clint Eastwood et sorti en 1985.
Ce western est présenté en compétition officielle au festival de Cannes 1985. À sa sortie, le film reçoit des critiques positives et est un succès commercial.

## Synopsis
Les derniers chercheurs d'or indépendants de LaHood, bourgade minière de Californie, sont harcelés par les hommes de main du puissant Roy LaHood. Ce dernier a fondé la ville qui porte son nom et exploite une mine qui s'épuise. Il cherche à récupérer les parcelles des indépendants. Les malfrats partis, la jeune Megan (Mélanie dans la version française) Wheeler enterre son chien, innocente victime, et prie. C'est à ce moment que surgit de la montagne un cavalier solitaire tout de noir vêtu. Il est pasteur, comme l'atteste son col blanc, mais nul ne connaît son passé ni même son nom. Hull Barret, opposé depuis longtemps à Roy LaHood, l'accueille sous son toit. Roy Lahood fait appel à des tueurs à gages. Le pasteur ne va pas tarder à prouver ses qualités de tireur, élimine ses ennemis — dont le chef est surpris de le reconnaître juste avant de mourir — et disparaît.

## Fiche technique
- Titre français : Pale Rider, le cavalier solitaire
- Titre québécois : Le Cavalier solitaire[1]
- Titre original : Pale Rider
- Réalisation : Clint Eastwood
- Scénario : Michael Butler et Dennis Shryack
- Musique : Lennie Niehaus
- Décors : Edward C. Carfagno
- Photographie : Bruce Surtees
- Montage : Joel Cox
- Production : Clint Eastwood
  - Production déléguée : Fritz Manes
- Société de production : The Malpaso Company
- Société de distribution : Warner Bros.
- Budget : 6 900 000 USD
- Pays de production :  États-Unis
- Langue originale : anglais
- Format : couleur - 2,35:1 - 35 mm - son Dolby
- Genre : western, drame
- Durée : 115 minutes
- Dates de sortie[1] :
  - France : mai 1985 (festival de Cannes) ; 14 août 1985 (sortie nationale)
  - États-Unis : 28 juin 1985
- Affiche : Bill Gold (États-Unis)

## Distribution
- Clint Eastwood (VF : Jean-Claude Michel) : le pasteur
- Michael Moriarty (VF : Claude Brosset) : Hull Barret (Henry Barret en VF)
- Carrie Snodgress (VF : Annie Sinigalia) : Sarah Wheeler
- Chris Penn (VF : Éric Legrand) : Josh LaHood
- Richard A. Dysart (VF : Jacques Deschamps) : Coy LaHood (Roy LaHood en VF)
- Sydney Penny (VF : Séverine Morisot) : Megan Wheeler (Mélanie Wheeler en VF)
- Doug McGrath (VF : Mario David) : Spider Conway
- Richard Kiel (VF : Georges Atlas) : Club
- John Russell (VF : Jacques Berthier) : Marshal Stockburn
- Charles Hallahan (VF : Henry Djanik) : MacGill
- Marvin J. McIntyre : Jagou
- Fran Ryan : Ma Blankenship
- Richard Hamilton (en) : Jed Blankenship
- Chuck Lafont : Eddie Conway
- Jeffrey Weissman : Teddy Conway
- Billy Drago : l'adjoint Mather
- S.A. Griffin : l'adjoint Folke
- Jack Radosta : l'adjoint Grissom
- Robert Winley : l'adjoint Kobold
- Jeffrey Josephson : l'adjoint Sedge
- John Dennis Johnston : l'adjoint Tucker
- Fritz Manes (caméo)

## Production

### Genèse et développement
Pale Rider s'inspire fortement de L'Homme des vallées perdues (Shane), réalisé par George Stevens et sorti en 1953, avec Alan Ladd dans le rôle-titre. Clint Eastwood a modifié le contexte (des mineurs plutôt que des fermiers) et l'enfant qui admirait Shane est devenu une jeune femme qui exprimera son amour pour le justicier, mais la trame générale reste identique.
À l'origine, Lee Van Cleef devait interpréter Stockburn, avant que le rôle ne revienne à John Russell[réf. nécessaire].

### Tournage
Le tournage a lieu dans l'Idaho (zone protégée de la forêt nationale de Sawtooth, Sun Valley) ainsi qu'en Californie (Jamestown, Columbia).
Lors d'une scène, Clint Eastwood tombe de cheval et se blesse à l'épaule, la pire blessure en tournage de sa carrière selon ses propres dires.

## Accueil

### Accueil critique
Le film reçoit des critiques globalement positives à sa sortie. Sur l'agrégateur américain Rotten Tomatoes, il récolte 93 % d'opinions favorables pour 27 critiques et une note moyenne de 7,30⁄10. Sur Metacritic, il obtient une note moyenne de 61⁄100 pour 13 critiques.
Le célèbre critique américain Roger Ebert est élogieux envers le film. Vincent Canby de The New York Times vante les qualités de metteur en scène de Clint Eastwood, son intelligence et sa facilité. Gene Siskel du Chicago Tribune remarque que même si les westerns sont un peu démodés « avec Clint Eastwood ils seront toujours en vogue ». Cependant, Rita Kemply du The Washington Post critique le manque d'originalité du film trop lié aux caractéristiques habituelles du genre.
Le film est nommé pour la liste AFI's 10 Top 10 des meilleurs westerns de l'American Film Institute mais n'est finalement pas retenu dans le top 10 final.

### Box-office
- États-Unis : 41 410 568 $[12]
- France : 1 155 162 entrées[13]

Pale Rider, le cavalier solitaire est le meilleur succès d'un western au box-office des années 1980.

## Commentaires
Le film fait souvent référence à la Bible, comme l'a reconnu Clint Eastwood. Son titre vient des Cavaliers de l'Apocalypse, dont le quatrième et dernier monte un cheval pâle (blême) et se nomme « Mort ». Le pasteur apparaît précisément au moment où la jeune Mélanie lit ce passage de la Bible.
Le commentaire du pasteur après avoir rossé des malfrats est : « Les voies du Seigneur sont impénétrables... ». LaHood lui ayant proposé de construire une église pour qu'il y exerce son ministère, il lui répond : « On ne peut pas servir Dieu et Mammon ». Mammon signifie « argent ».
Clint Eastwood incarne ici un personnage dont le nom n'est pas dévoilé, comme dans plusieurs autres westerns dans lesquels il a joué, notamment la Trilogie du dollar de Sergio Leone.
Par analogie, dans L'Homme des Hautes Plaines Clint Eastwood joue aussi le rôle d'un justicier fantôme anonyme semblant sorti de nulle part et qui repart mystérieusement après avoir rempli sa mission.
Fortement inspiré de L'Homme des vallées perdues, avec Alan Ladd.

## Remakenon officiel
Le film Missionary Man (2007), de et avec Dolph Lundgren, possède une intrigue très similaire à celle de Pale Rider, le cavalier solitaire, dont Dolph Lundgren est fan.